# Huehueteotl

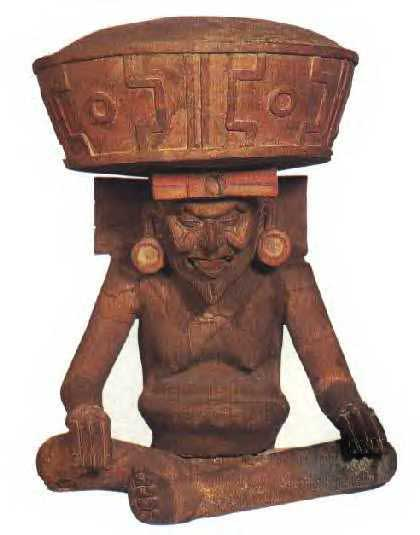
Skulptur av Huehueteotl.

Huehueteotl var en eldgud som förekommer i mesoamerikansk mytologi bland annat hos aztekerna.
Huehueteotl anses överlappa med eller vara en aspekt av en annan aztekisk eldgud, Xiuhtecuhtli. Huehueteotl avbuildas dock som åldrad medan Xiuhtecuhtli avbildas som ung och livlig.